# Championnats du monde d'Ironman 2008
Navigation
Édition précédente Édition suivante
Les championnats du monde d'Ironman 2008 se déroule le 11 octobre 2008 à Kailua-Kona dans l'État d'Hawaï. Ils sont organisés par la World Triathlon Corporation.

## Résultats du championnat du monde

### Hommes
| Pos.     | Temps           | Nom                 | Pays               | Détail temps | Détail temps | Détail temps    | Détail temps | Détail temps    |
| Pos.     | Temps           | Nom                 | Pays               | Natation     | T1           | Cyclisme        | T2           | Course à pied   |
| -------- | --------------- | ------------------- | ------------------ | ------------ | ------------ | --------------- | ------------ | --------------- |
|          | 8 h 17 min 45 s | Craig Alexander     | Australie          | 51 min 43 s  | 1 min 41 s   | 4 h 37 min 19 s | 2 min 04 s   | 2 h 45 min 01 s |
|          | 8 h 20 min 50 s | Eneko Llanos        | Espagne            | 51 min 39 s  | 1 min 48 s   | 4 h 33 min 27 s | 2 min 10 s   | 2 h 51 min 49 s |
|          | 8 h 21 min 23 s | Rutger Beke         | Belgique           | 54 min 44 s  | 1 min 50 s   | 4 h 34 min 45 s | 2 min 16 s   | 2 h 47 min 49 s |
| 4        | 8 h 21 min 46 s | Ronnie Schildknecht | Suisse             | 54 min 56 s  | 1 min 58 s   | 4 h 34 min 26 s | 2 min 08 s   | 2 h 48 min 20 s |
| 5        | 8 h 26 min 17 s | Cameron Brown       | Nouvelle-Zélande   | 51 min 50 s  | 2 min 04 s   | 4 h 36 min 47 s | 1 min 59 s   | 2 h 53 min 39 s |
| 6        | 8 h 30 min 23 s | Patrick Vernay      | Nouvelle-Calédonie | 51 min 58 s  | 1 min 52 s   | 4 h 42 min 49 s | 2 min 06 s   | 2 h 51 min 40 s |
| 7        | 8 h 33 min 50 s | Andy Potts          | États-Unis         | 48 min 40 s  | 1 min 48 s   | 4 h 46 min 00 s | 2 min 51 s   | 2 h 54 min 31 s |
| 8        | 8 h 34 min 02 s | Mathias Hecht       | Suisse             | 51 min 42 s  | 1 min 46 s   | 4 h 36 min 55 s | 2 min 28 s   | 3 h 01 min 13 s |
| 9        | 8 h 34 min 47 s | Michael Lovato      | États-Unis         | 52 min 58 s  | 1 min 52 s   | 4 h 45 min 21 s | 2 min 27 s   | 2 h 52 min 12 s |
| 10       | 8 h 36 min 53 s | Eduardo Sturla      | Argentine          | 54 min 47 s  | 2 min 02 s   | 4 h 34 min 27 s | 2 min 20 s   | 3 h 03 min 19 s |
| Source : |                 |                     |                    |              |              |                 |              |                 |

### Femmes
| Pos.     | Temps           | Nom                  | Pays             | Détail temps    | Détail temps | Détail temps    | Détail temps | Détail temps    |
| Pos.     | Temps           | Nom                  | Pays             | Natation        | T1           | Cyclisme        | T2           | Course à pied   |
| -------- | --------------- | -------------------- | ---------------- | --------------- | ------------ | --------------- | ------------ | --------------- |
|          | 9 h 06 min 23 s | Chrissie Wellington  | Grande-Bretagne  | 56 min 20 s     | 2 min 06 s   | 5 h 08 min 16 s | 1 min 59 s   | 2 h 57 min 44 s |
|          | 9 h 21 min 20 s | Yvonne van Vlerken   | Pays-Bas         | 1 h 06 min 49 s | 1 min 50 s   | 5 h 05 min 34 s | 2 min 42 s   | 3 h 04 min 27 s |
|          | 9 h 22 min 52 s | Sandra Wallenhorst   | Allemagne        | 1 h 03 min 21 s | 2 min 33 s   | 5 h 14 min 57 s | 3 min 28 s   | 2 h 58 min 36 s |
| 4        | 9 h 24 min 49 s | Erika Csomor         | Hongrie          | 59 min 09 s     | 2 min 19 s   | 5 h 18 min 12 s | 2 min 06 s   | 3 h 03 min 05 s |
| 5        | 9 h 28 min 51 s | Linsey Corbin        | États-Unis       | 1 h 00 min 35 s | 2 min 22 s   | 5 h 14 min 33 s | 2 min 07 s   | 3 h 09 min 16 s |
| 6        | 9 h 29 min 15 s | Virginia Berasategui | Espagne          | 58 min 50 s     | 2 min 10 s   | 5 h 22 min 17 s | 2 min 12 s   | 3 h 03 min 48 s |
| 7        | 9 h 34 min 08 s | Bella Comerford      | Grande-Bretagne  | 59 min 02 s     | 2 min 27 s   | 5 h 21 min 46 s | 2 min 25 s   | 3 h 08 min 31 s |
| 8        | 9 h 36 min 53 s | Gina Ferguson        | Nouvelle-Zélande | 54 min 45 s     | 2 min 15 s   | 5 h 26 min 29 s | 2 min 07 s   | 3 h 11 min 19 s |
| 9        | 9 h 37 min 06 s | Gina Kehr            | États-Unis       | 54 min 45 s     | 2 min 00 s   | 5 h 21 min 46 s | 4 min 02 s   | 3 h 14 min 36 s |
| 10       | 9 h 39 min 53 s | Dede Griesbauer      | États-Unis       | 54 min 52 s     | 2 min 06 s   | 5 h 20 min 52 s | 2 min 48 s   | 3 h 19 min 17 s |
| Source : |                 |                      |                  |                 |              |                 |              |                 |